# شياننينغ
شياننينغ (بالصينية: 咸宁市 )‏ هي مدينة على مستوى محافظة، في جمهورية الصين الشعبية، تتبع خوبي، تبلغ مساحتها 9,861 كيلومتر مربع، رمزها البريدي هو 437000.

## التقسيمات الإدارية
- Xian'an, Xianning [الإنجليزية]‏
- Jiayu County [الإنجليزية]‏
- Tongcheng County [الإنجليزية]‏
- Chongyang County [الإنجليزية]‏
- Tongshan County [الإنجليزية]‏
- مدينة تشيبي  [لغات أخرى]‏.

## أعلام
- ليو هان